# پیر ژامینه
پیر ژامینه (فرانسوی: Pierre Jaminet‎; ۱۲ فوریهٔ ۱۹۱۲ – ۷ دسامبر ۱۹۶۸) دوچرخه‌سوار اهل فرانسه بود.